# Poillé-sur-Vègre
Poillé-sur-Vègre is een gemeente in het Franse departement Sarthe (regio Pays de la Loire) en telt 654 inwoners (2004). De plaats maakt deel uit van het arrondissement La Flèche.

## Geografie
De oppervlakte van Poillé-sur-Vègre bedraagt 17,4 km², de bevolkingsdichtheid is 37,6 inwoners per km².
De onderstaande kaart toont de ligging van Poillé-sur-Vègre met de belangrijkste infrastructuur en aangrenzende gemeenten.

## Demografie
Onderstaande figuur toont het verloop van het inwonertal (bron: INSEE-tellingen).

1. ↑  Populations de référence 2022.